# Беттс, Билли
Уи́льям Беттс (англ. William Betts), более известный как Би́лли Беттс (англ. Billy Betts; 26 марта 1864 — 8 августа 1941) — английский футболист. Выступал за футбольные клубы «Пайбэнк», «Хили», «Локвуд Бродерс» и «Уэнсдей», также провёл 1 матч за национальную сборную Англии.

## Биография
Уроженец Шеффилда, Беттс начал футбольную карьеру, выступая на позиции защитника за футбольную команду своей школы «Питсмур». Затем играл за «Парквуд Роверс» (резервную команду клуба «Бертон Стар») и «Кларенс». В сезоне 1881/82 выступал за клуб «Пайбэнк», в следующем сезоне — за «Хили». В 1883 году выступал за «Уэнсдей», но в том же году перешёл в «Локвуд Бродерс» (англ. Lockwood Brothers), где играл на позиции хавбека до 1887 года. 21 марта 1885 года сыграл против клуба «Шеффилд». В 1887 году подписал профессиональный контракт с клубом «Уэнсдей». В сезоне 1889/90 помог команде дойти до финала Кубка Англии, в котором «Уэнсдей» был разгромлен клубом «Блэкберн Роверс» со счётом 6:1. Был капитаном команды. В роли центрального хавбека провёл за клуб 143 матча и забил 4 гола (в том числе 49 матчей в Футбольной лиге и 31 матч в Кубке Англии).
23 февраля 1889 года Беттс провёл свою единственную игру за национальную сборную Англии, выйдя на поле в матче Домашнего чемпионата против сборной Уэльса на стадионе «Виктория Граунд»; англичане одержали в том матче победу со счётом 4:1.
Также был крикетистом, выступая за крикетные клубы «Питсмур», «Йоркшир Колтс» и «Нипсенд Газ Компани».
После завершения карьеры футболиста был смотрителем футбольного поля клуба «Уэнсдей», а с 1922 года работал в тренерском штабе клуба.

## Достижения
- Обладатель Кубка Шеффилда: 1883/84, 1884/85
- Финалист Кубка Шеффилда: 1881/82
- Финалист Благотворительного кубка Уорнклифф: 1881/82
- Чемпион Футбольного альянса: 1889/90
- Финалист Кубка Англии: 1889/90